# Marojala signata
Marojala signata là một loài bướm đêm trong họ Noctuidae.